# Celeste Ng
Celeste Ng ([sᵻˈlɛst_ɪŋ]; numele în limba chineză: 伍綺詩) (n. 30 iulie 1980, Pittsburgh, Pennsylvania, SUA) este o scriitoare americană. 

## Biografie
Părinții lui Celeste Ng au emigrat din Hong Kong în SUA, și au lucrat acolo ca fizician și chimistă. Când Celeste a avut zece ani, părinții ei s-au mutat la Shaker Heights. A studiat engleza la Universitatea Harvard (B. A. 2002), și Scriere Creativă la Universitatea din Michigan (Master of Fine Arts). 
Pentru What Passes Over, a câștigat premiul Hopwood Award, iar pentru Girls, at Play, în 2012, premiul Pushcart Prize. Primul ei roman, Everything I Never Told You, din 2014 (rom. 2016 ca Tot ce nu ți-am spus), a devenit un bestseller și a fost Amazon Best Book of the year. Cărțile ei au fost traduse în numeroase limbi. 
Al doilea roman al ei, Little Fires Everywhere a urcat la scurt timp după lansare, în 2017, pe lista bestseller de la New York Times. 
Ng locuiește cu soțul și fiul ei în Cambridge, Massachusetts.

## Opere
- Everything I never told you. Penguin Press, New York, 2014
- Little Fires Everywhere. 2017

## Traduceri în limba română
- Tot ce nu ți-am spus. Roman. ISBN 978-606-33-0419-4